# プレミア・バレーボール・リーグ (アメリカ合衆国)
プレミア・バレーボール・リーグ（Premier Volleyball League）は、アメリカ合衆国におけるインドアバレーボールのプロリーグである。

## 概要
バレーボール発祥国でもあるアメリカではビーチバレーこそAVPというプロ組織の下で成功を収めるものの、インドアのプロリーグは過去に複数回立ち上がっては消滅を繰り返した。2002年に女子プロリーグのUSPVLが発足されたが1シーズン限りで消滅した。
2012年に米国バレーボール協会より認可を受けて女子のみで開幕。翌2013年より男子も開幕した。しかし、2017年活動停止。
その後、男子は2018年にナショナル・バレーボール・アソシエーション、女子は2021年にアスリーツ・アンリミテッド・バレーボールとして国内リーグをそれぞれ再開させている。

## 参加チーム

### 女子
- Arizona Sizzle
- Chesapeake Rising
- Florida Wave
- Gateway
- Team GEVA
- Great Lakes
- Team IE
- Iowa Ice
- Lakeshore
- New England Night Riders
- Team North Texas
- NorCal Wildfire
- SoCal Barricade

### 男子
- Arizona Sizzle
- Badger Blizzards
- Cheasapeake Rising Tide
- Florida Wave
- Team GEVA
- Gateway
- Great Lakes
- Team Pineapple
- Iowa Icemen
- Team IE
- Lakeshore
- Penn Blast
- New England Night Riders
- Virginia Vibe
- SoCal Avalanche

## 歴代優勝チーム
| 年度 | 女子優勝              | 男子優勝       |
| ---- | --------------------- | -------------- |
| 2012 | Hoosier Exterminators | -              |
| 2013 | Iowa Ice              | Florida Wave   |
| 2014 | Team Western Empire   | Great Lakes    |
| 2015 | Team North Texas      | Team Pineapple |